# Nils Aage Jegstad

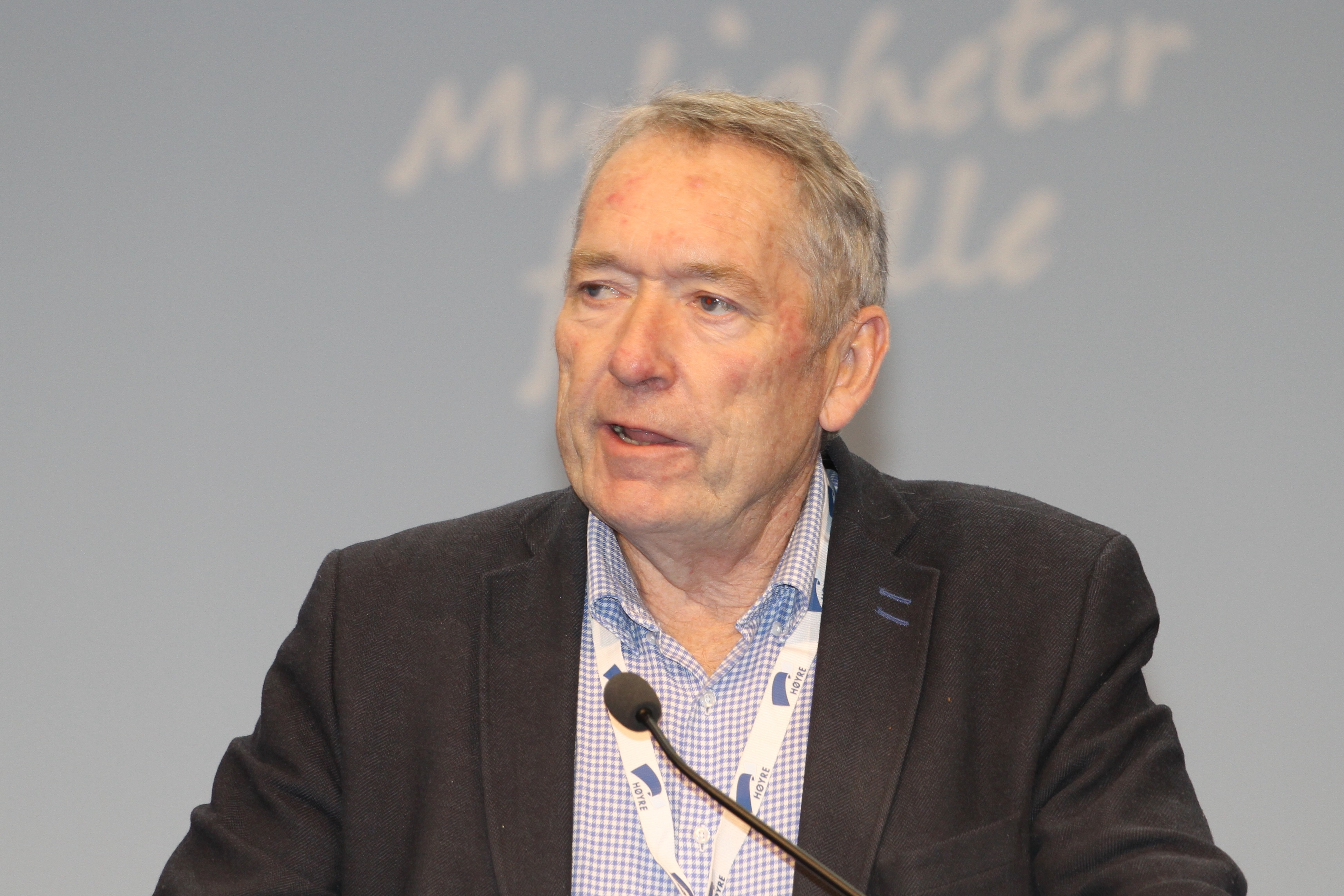
Nils Aage Jegstad, 2017

Nils Aage Jegstad (* 12. Dezember 1950 in Vestby) ist ein norwegischer Politiker der konservativen Partei Høyre. Jegstad war von 2007 bis 2013 der Fylkesordfører von Akershus und von 2013 bis 2021 Abgeordneter im Storting.

## Leben
Nach dem Abschluss der Schulzeit besuchte Jegstad von 1971 bis 1974 die Landwirtschaftshochschule, wo er Landwirtschaftsökonomie studierte. Anschließend war er bis 2012 als Landwirt tätig. In der Zeit von 1976 bis 1983 sowie erneut von 1988 bis 1999 war er Mitglied im Kommunalparlament von Vestby. Dabei war er ab 1988 der Bürgermeister der Gemeinde. In den Jahren 1995 bis 2013 war er zudem Abgeordneter im Fylkesting der damaligen Provinz Akershus, wobei er ab 2007 der Fylkesordfører war. Des Weiteren stand er von 2002 bis 2008 seiner Partei in Akershus vor.
Jegstad zog bei der Parlamentswahl 2013 erstmals in das norwegische Nationalparlament Storting ein. Dort vertrat er den Wahlkreis Akershus und er wurde Mitglied im Transport- und Kommunikationsausschuss. Dort verblieb er auch nach der Stortingswahl 2017. Er kündigte an, bei der Wahl 2021 nicht erneut kandidieren zu wollen. In der Folge schied Jegstad im Herbst 2021 aus dem Storting aus.